# Slavko Gaber
Slavko Gaber (ur. 29 stycznia 1958) – słoweński polityk, socjolog i nauczyciel akademicki, parlamentarzysta, w latach 1992–1999 i 2002–2004 minister edukacji i sportu.

## Życiorys
Ukończył studia na wydziale socjologii, nauk politycznych i dziennikarstwa Uniwersytetu Lublańskiego. Na wydziale filozoficznym tej uczelni uzyskiwał magisterium i doktorat. Kształcił się również na University of Westminster w Londynie. Pracował jako nauczyciel w szkole podstawowej w Škofjej Loce, następnie został nauczycielem akademickim na wydziale pedagogicznym macierzystego uniwersytetu.
Od początku lat 90. działacz Liberalnej Demokracji Słowenii, pełnił funkcję wiceprzewodniczącego tej partii. Od 1992 do 1999 był ministrem edukacji i sportu w rządach, którymi kierował Janez Drnovšek. W 2000 objął mandat posła do Zgromadzenia Państwowego. W 2002 w gabinecie Antona Ropa powrócił na urząd ministra edukacji i sportu, sprawując go do 2004. W latach 2004–2008 ponownie wykonywał mandat deputowanego.
Wycofał się później z działalności politycznej, powracając do pracy naukowej na stanowisku profesorskim na Uniwersytecie Lublańskim.